# Liste der Kulturdenkmäler in Baumholder
In der Liste der Kulturdenkmäler in Baumholder sind alle Kulturdenkmäler der rheinland-pfälzischen Stadt Baumholder aufgeführt. Grundlage ist die Denkmalliste des Landes Rheinland-Pfalz (Stand: 12. Juni 2023).

## Einzeldenkmäler
| Bezeichnung                                          | Lage                                      | Baujahr                | Beschreibung | Bild                           |
| ---------------------------------------------------- | ----------------------------------------- | ---------------------- | --- | ------------------------------ |
| Ortsbefestigung                                      |                                           | 16. Jahrhundert        | im 16. Jahrhundert angelegt, nur zwei Türme erhalten: - Dicker Turm: vollrund, Bruchstein, teilweise rekonstruiert (Lage) - Leichenpförtchen: quadratischer Torturm, Pyramidendach (Lage) | Fotos hochladen                |
| Schmiede Bier                                        | Badegasse, gegenüber Nr. 1 Lage           | um 1840                | kleiner Schmiedebau, wohl um 1840; mit technischer Ausstattung | BW                             |
| Rathaus                                              | Hauptstraße 10 Lage                       | 1840                   | siebenachsiger, dreigeschossiger klassizistischer Walmdachbau, 1840 | Fotos hochladen                |
| Quereinhaus                                          | Hauptstraße 16 Lage                       | spätes 19. Jahrhundert | zwölfachsiges Quereinhaus, spätes 19. Jahrhundert | BW                             |
| Katholische Pfarrkirche St. Simon und Judas Thaddäus | Hinterm Turm, Ecke Hinter Haselweg Lage   | 1882–85                | neugotische Hallenkirche, 1882–85, Architekt P. Kontzen, Deggendorf/Bayern; mit Ausstattung                                                                                               | weitere Bilder Fotos hochladen |
| Evangelische Pfarrkirche                             | Kirchstraße 19 Lage                       | 1748–50                | barocker Saalbau, 1748–50, Architekt Friedrich Hartmann Koch, Kusel; Westturm spätgotisch                                                                                                 | weitere Bilder Fotos hochladen |
| Wäschbach                                            | Marktplatz Lage                           | 19. Jahrhundert        | fünfeckig gemauertes Becken, im Kern aus dem 19. Jahrhundert | BW                             |
| Guthausmühle                                         | nordöstlich der Stadt am Guthausbach Lage | 1750                   | auch Edingers Mühle; 1750 bezeugt; Dreiseithof: Ökonomie, Mühlen-, Wohn- und seit 1890 Gasthaus vereint; Mahlmühle aus der zweiten Hälfte des 19. Jahrhunderts; mit Ausstattung           | BW                             |

## Ehemalige Kulturdenkmäler
| Bezeichnung             | Lage             | Baujahr                     | Beschreibung | Bild |
| ----------------------- | ---------------- | --------------------------- | --- | ---- |
| Gasthaus Goldener Engel | Korngasse 1 Lage | Anfang des 20. Jahrhunderts | dreigeschossiger Putzbau, teilweise verschiefert, Anfang des 20. Jahrhunderts; ortsbildprägend; aus Denkmalliste gelöscht | BW   |